# 阿拉善马先蒿西藏亚种
阿拉善马先蒿西藏亚种（学名：Pedicularis alaschanica sp. tibetica）为玄参科马先蒿属下的一个亚种。

## 扩展阅读
- 維基物種上的相關：阿拉善马先蒿西藏亚种